# 2011-es Liège–Bastogne–Liège
A 2011-es Liège–Bastogne–Liège a nagy múltú verseny 97. futama. 2011. április 24-én rendezték meg. A 2011-es UCI World Tour egyik versenye. A belga Philippe Gilbert nyerte meg. A második és harmadik helyeket a luxemburgi Schleck testvérek (Fränk és Andy) szerezték meg.

## Végeredmény
|    | Versenyző               | Csapat              | Idő                 | World Tour pontok |
| -- | ----------------------- | ------------------- | ------------------- | ----------------- |
| 1  | Philippe Gilbert (BEL)  | Omega Pharma–Lotto  | 6:13:18             | 100               |
| 2  | Fränk Schleck (LUX)     | Team Leopard–Trek   | 6:13:18 (+00:00:00) | 80                |
| 3  | Andy Schleck (LUX)      | Team Leopard–Trek   | 6:13:18 (+00:00:00) | 70                |
| 4  | Roman Kreuziger (CZE)   | Astana              | 6:13:42 (+00:00:24) | 60                |
| 5  | Rigoberto Uran (COL)    | Sky Procycling      | 6:13:42 (+00:00:24) | 50                |
| 6  | Chris Sorensen (DEN)    | Saxo Bank–SunGard   | 6:13:42 (+00:00:24) | 40                |
| 7  | Greg Van Avermaet (BEL) | BMC Racing Team     | 6:13:45 (+00:00:27) | 30                |
| 8  | Vincenzo Nibali (ITA)   | Liquigas–Cannondale | 6:13:47 (+00:00:29) | 20                |
| 9  | Björn Leukemans (BEL)   | Vacansoleil–DCM     | 6:13:57 (+00:00:39) | 10                |
| 10 | Samuel Sánchez (ESP)    | Euskaltel–Euskadi   | 6:13:57 (+00:00:39) | 4                 |